# هوگو سیمبرگ
هوگو گرهارد سیمبرگ (به فنلاندی:Hugo Gerhard Simberg)٬ (۲۴ ژوئن ۱۸۷۳ - ۱۲ ژوئیه ۱۹۱۷) نقاش نمادگرای فنلاندی بود.

## نگارخانه

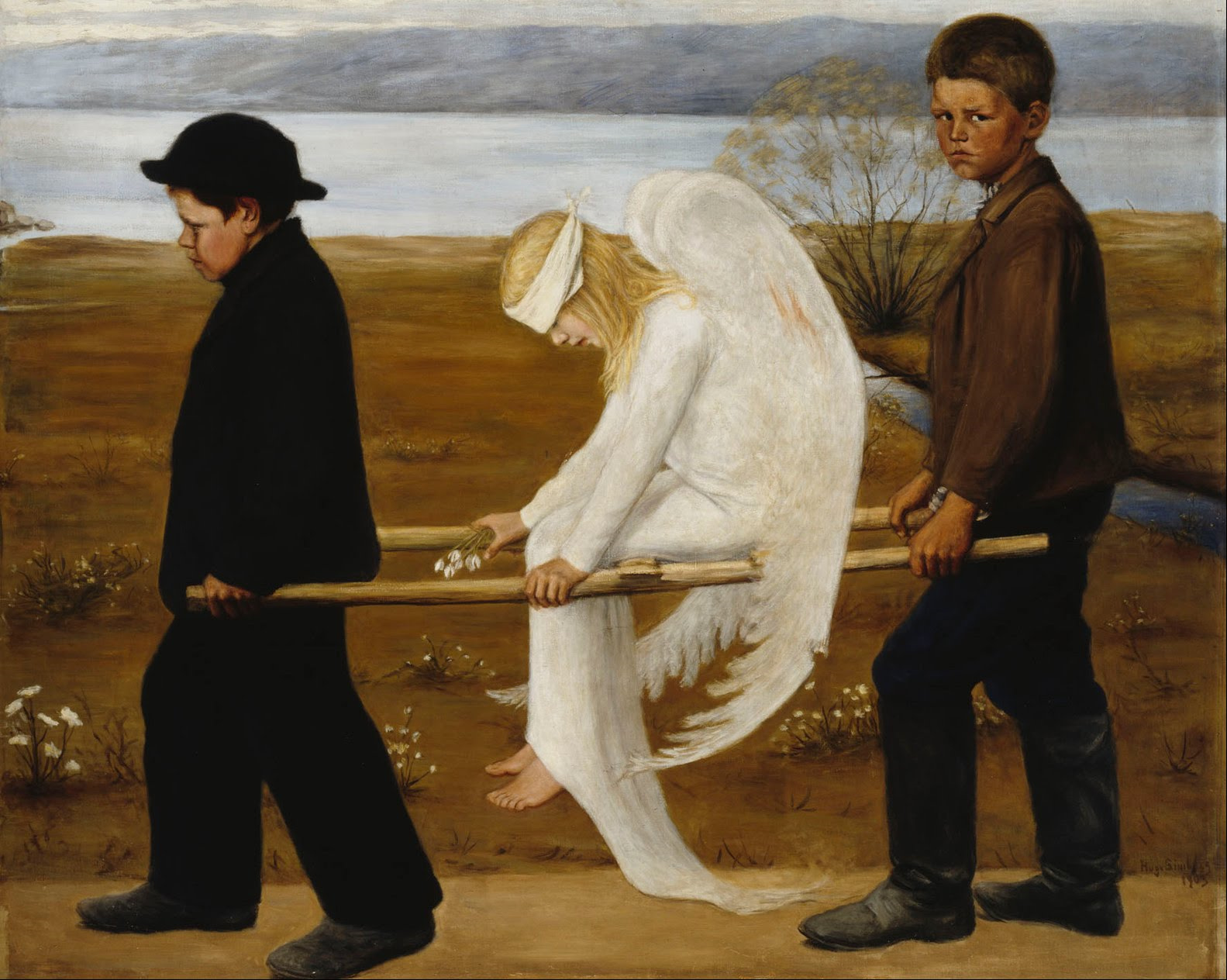
فرشته زخمی
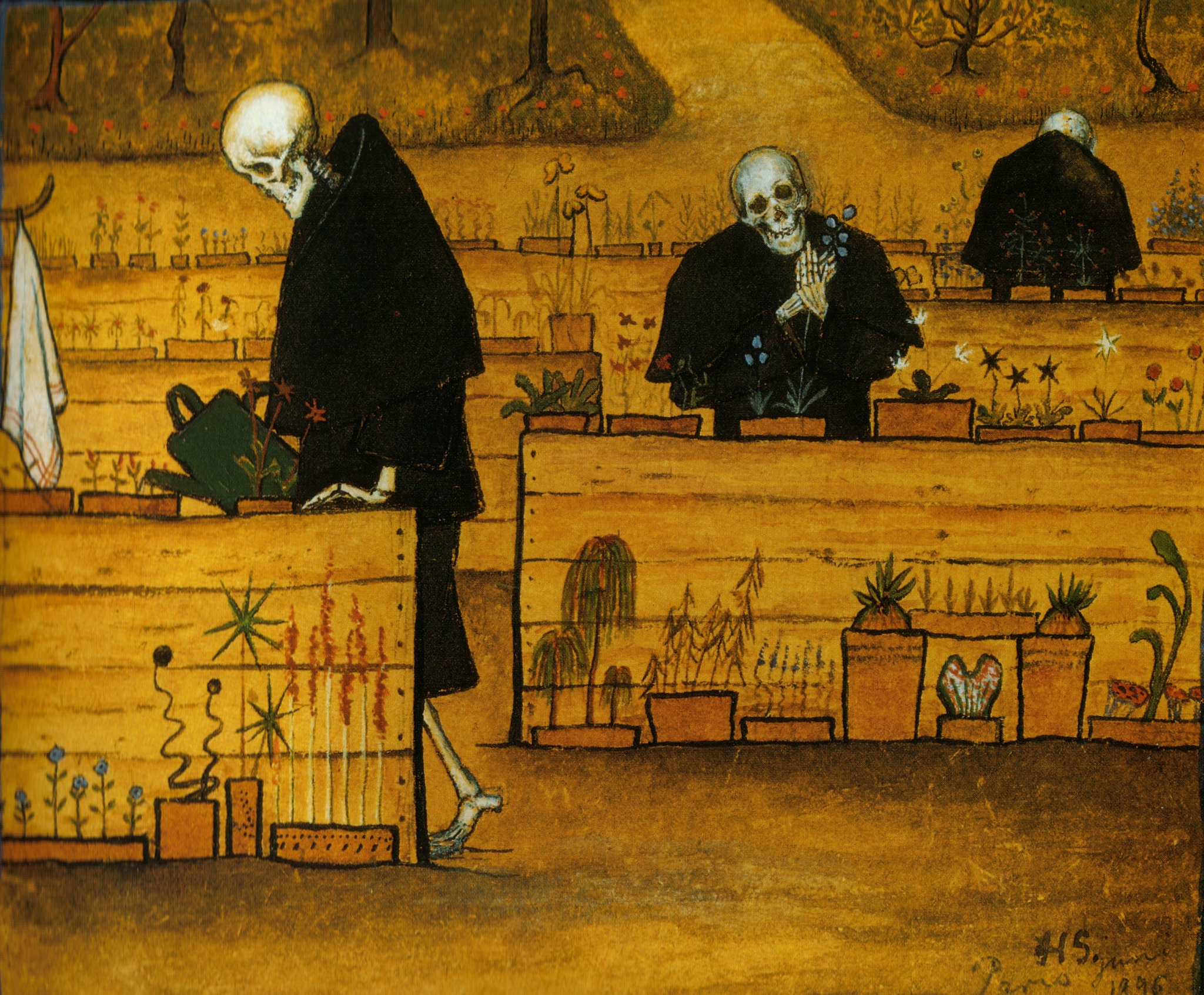
باغ مرگ
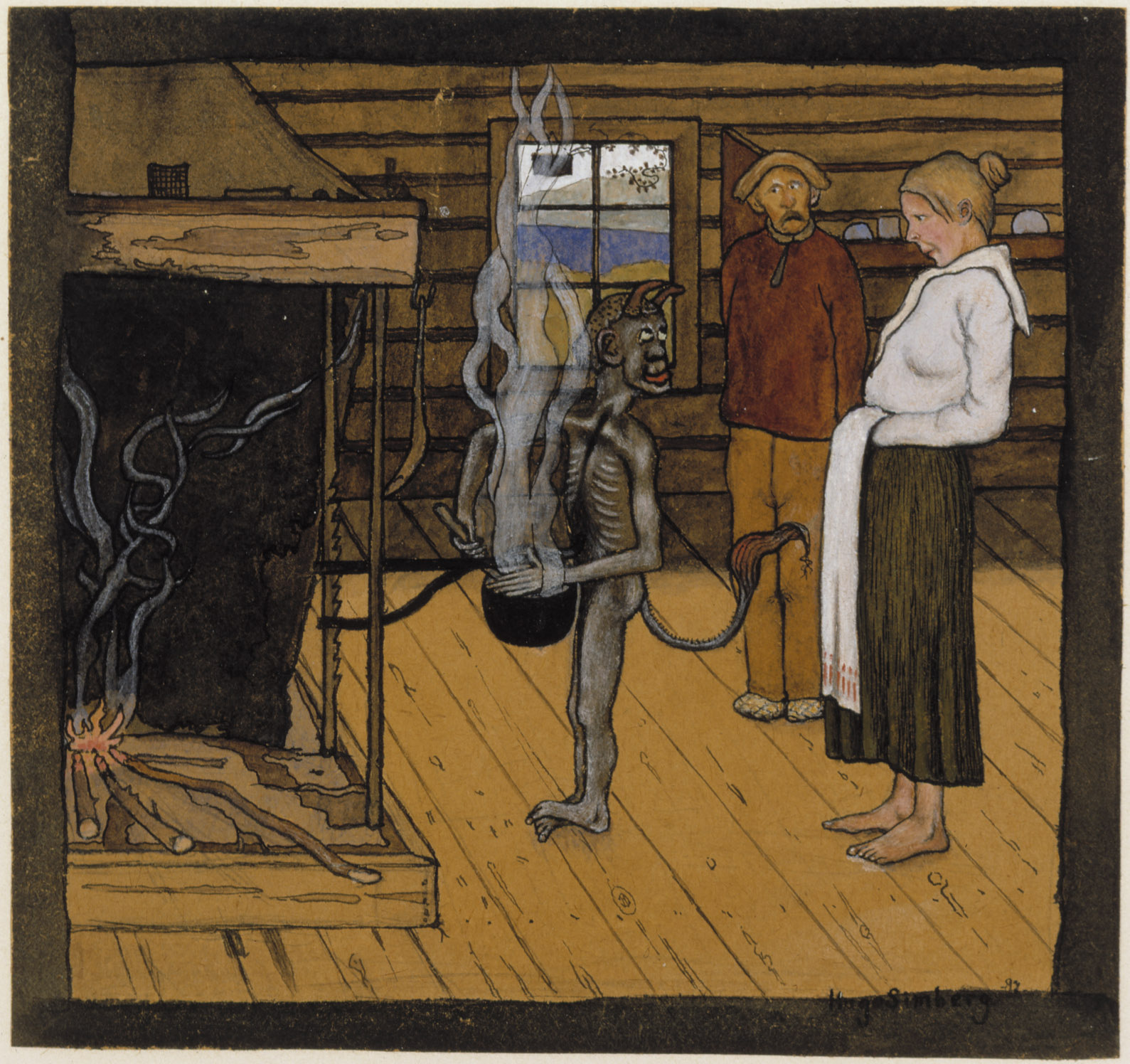
شیطان با دیگ
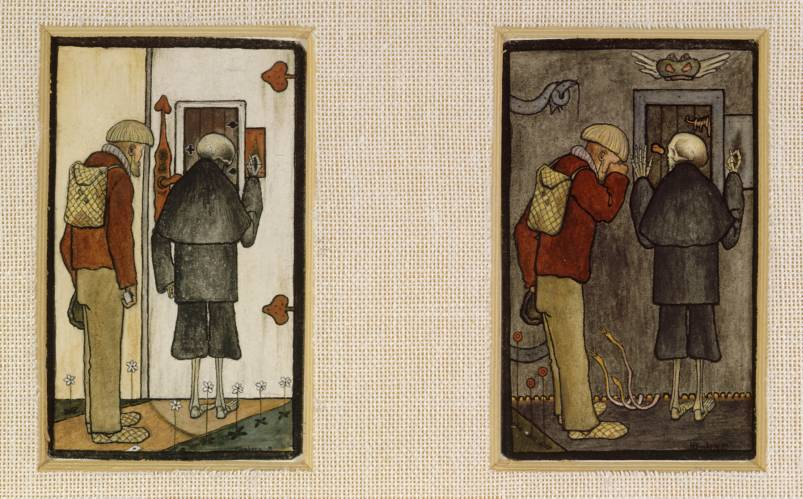
دهقانان و مرگ در دروازه های بهشت و جهنم
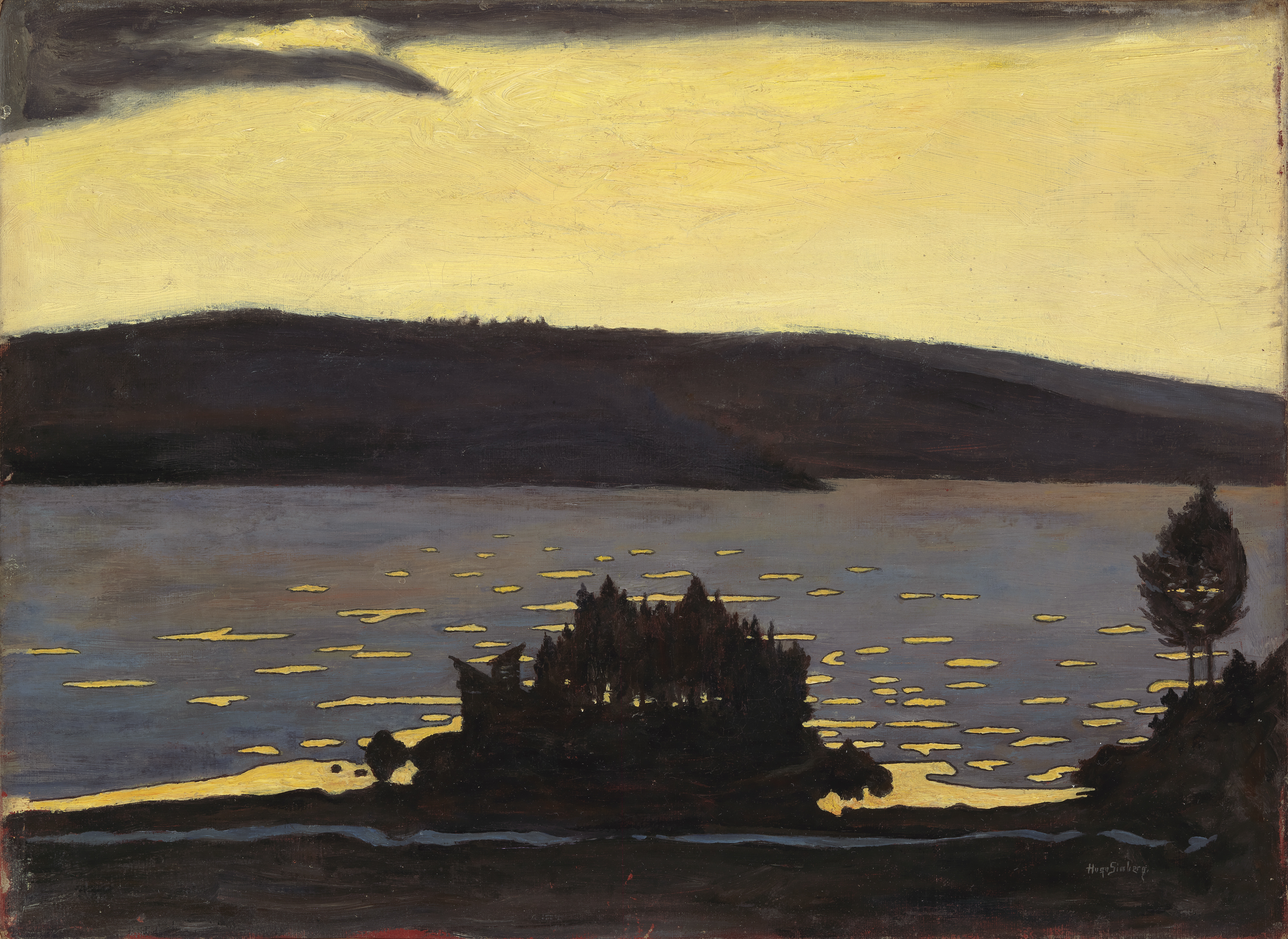
غروب
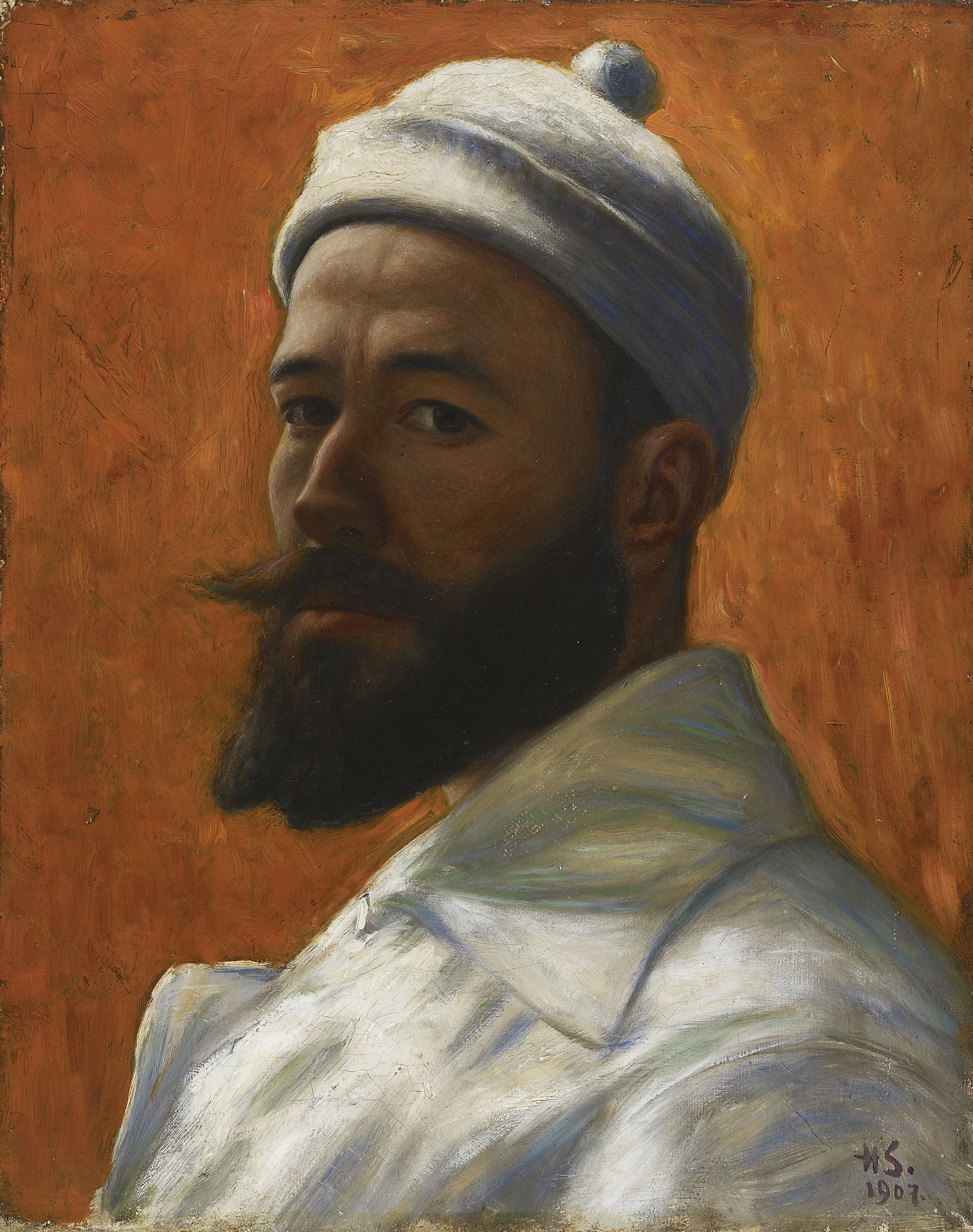
خودنگاره